# 格氏副雙邊魚
格氏副雙邊魚為輻鰭魚綱鱸形目鱸亞目雙邊魚科的其中一個種，分布於澳洲及新幾內亞的淡水流域，體長可達24公分，生活在湖泊或溪流中，屬肉食性，以小魚、甲殼類等為食。